# Jamal Ahmad Mohammad Al Badawi

Jamal Ahmad Mohammad Al Badawi

Jamal Ahmad Mohammad Ali Al Badawi, auch Jamal Abu Abed Al Rahman Al Badawi, bzw. Dschamal Muhammad al-Badawi (arabisch جمال محمد البدوي, DMG Ǧamāl Muḥammad al-Badawī; geboren vermutlich 1960 oder 1963; gestorben am 1. Januar 2019), war ein jemenitischer Staatsbürger und Terrorist. In der arabischen Höflichkeitsform (Kunya) ist er auch unter Abu Abd al-Rahman bekannt. Er wurde schuldig gesprochen, Drahtzieher und Mittäter bei dem Anschlag auf die Cole am 12. Oktober 2000 gewesen zu sein. Bei dem Selbstmordattentat vor der jemenitischen Hafenstadt Aden wurden 17 US-Militärangehörige getötet sowie 39 verwundet. Al Badawi wurde 2019 durch einen gezielten amerikanischen Luftschlag im Jemen getötet.

## Prozesse

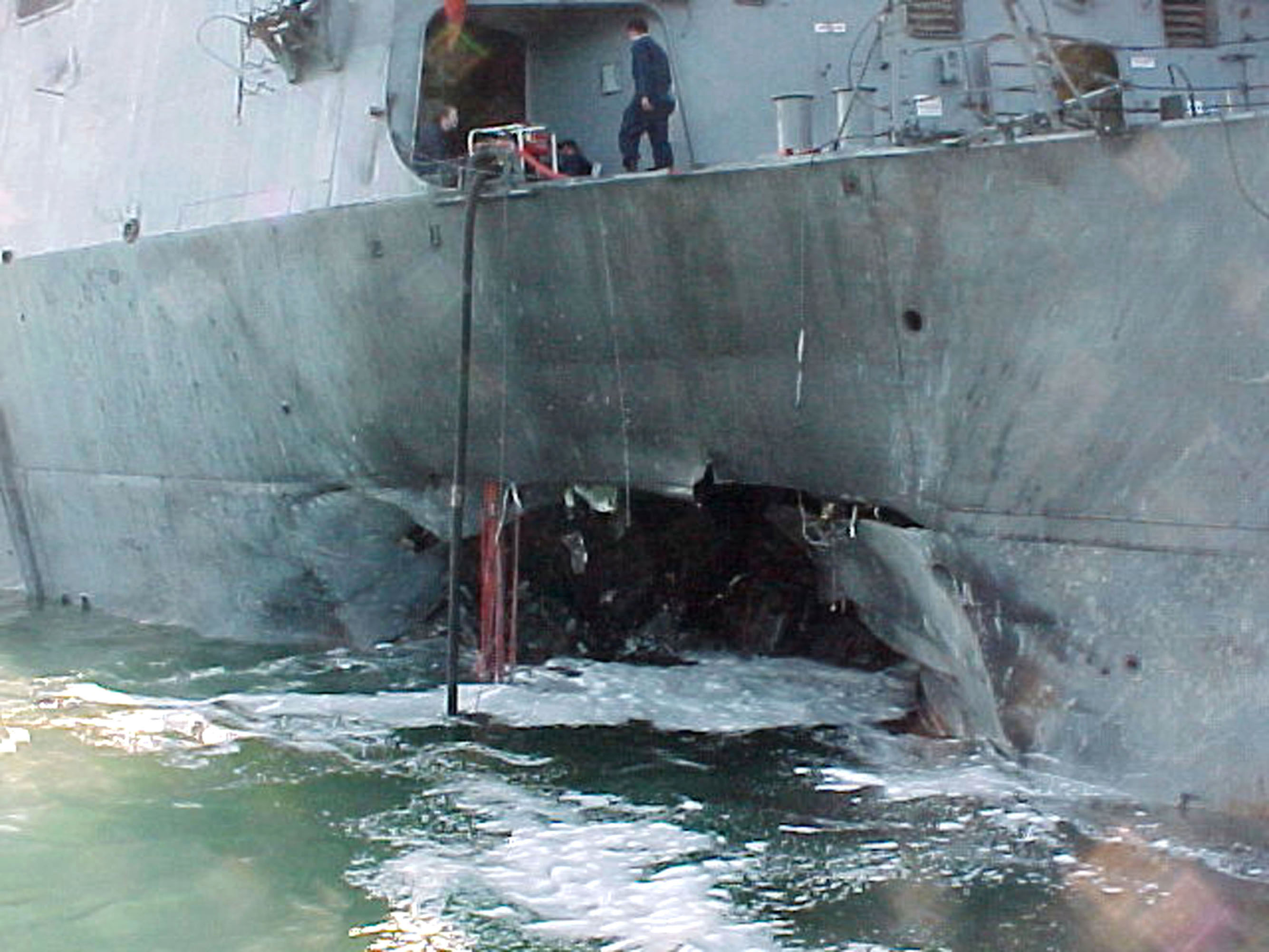
Schaden an der Bordwand der USS Cole nach dem Selbstmordanschlag im Oktober 2000

Die USA sahen Al Badawi als einen Drahtzieher des Anschlags auf die USS Cole an, den zwei Selbstmordattentäter verübt hatten und zu dem sich Osama bin Laden bekannt hatte. Die Attentäter fuhren mit einem kleinen Boot im Hafen von Aden längsseits der Cole und sprengten sich in die Luft, wodurch ein großes Loch in die Bordwand des amerikanischen Zerstörers gerissen wurde. Al Badawi soll die Attentäter mit Sprengstoff versorgt haben.
Die Vereinigten Staaten erhoben am 15. Mai 2003 unter anderem wegen des Anschlags auf die USS Cole und des versuchten Anschlags auf die The Sullivans in 51 Punkten in Abwesenheit Anklage gegen Al Badawi. Er wurde im Jemen von jemenitischen  Sicherheitskräften verhaftet und dort 2004 zum Tode verurteilt. Mit ihm zum Tode verurteilt wurde in Abwesenheit der Saudi Abd al Rahim Naschiri, vier weitere Angeklagte erhielten Haftstrafen zwischen fünf und zehn Jahren. Das Todesurteil gegen Al Badawi wurde im Februar 2005 aufgehoben und in 15 Jahre Haft umgewandelt.
Im Februar 2006 entkam Al Badawi aus der Haft. 2007 stellte er sich den jemenitischen Behörden. Sie ließen ihn mit einer geheim gehaltenen Vereinbarung auf freiem Fuß, im Gegenzug für die Preisgabe seines Wissens über Al-Qaida-Operationen. Medien berichteten, Al Badawi habe Gratulanten in seinem Haus in Aden empfangen. Das amerikanische Justizministerium zeigte sich „bestürzt und tief enttäuscht“, dass Al Badawi nicht in Gewahrsam gehalten wurde, dies habe man dem Jemen offiziell mitgeteilt.
Abd al Rahim Naschiri befindet sich im Gefangenenlager der Guantanamo Bay Naval Base. Bereits 2002 war ein vermutlich dritter Hintermann des Cole-Anschlags, Abu Ali al-Harithi, von der CIA im Jemen mit einer von einer Drohne MQ-1 Predator abgefeuerten Rakete getötet worden.

## Flucht
Al Badawi war zweimal aus jemenitischen Gefängnissen geflüchtet. Das erste Mal entkam er am 11. April 2003 mit neun anderen Häftlingen aus einem Gefängnis für politische Gefangene in Aden. Im März 2004 wurde er wieder gefasst. Nach seinem letzten Ausbruch im Februar 2006 war er auf der Flucht. Er stand ab 2006 auf der Liste der FBI Most Wanted Terrorists, der Liste des FBI der meistgesuchten Terroristen.

## Tod
Al Badawi wurde nach Medienberichten am 1. Januar 2019 durch einen Luftangriff amerikanischer Streitkräfte im jemenitischen Gouvernement Ma'rib
getötet. US-Präsident Trump verkündete den Tod Badawis am 6. Januar per Twitter. Das United States Central Command bestätigte, dass Al Badawi durch einen Luftschlag östlich von Sanaa getötet worden sei.